# Врождённый иммунитет
Врождённый иммунитет — способность организма обезвреживать чужеродный и потенциально опасный биоматериал (микроорганизмы, трансплантат, токсины, опухолевые клетки, клетки, инфицированные вирусом), существующая изначально, до первого попадания этого биоматериала в организм.
Система врождённого иммунитета намного более эволюционно древняя, чем система приобретённого иммунитета, и присутствует у всех видов растений и животных, но подробно изучена только у позвоночных. По сравнению с системой приобретённого иммунитета система врождённого активируется при первом появлении патогена быстрее, но распознаёт патоген с меньшей точностью. Она реагирует не на конкретные специфические антигены, а на определённые классы антигенов, характерные для патогенных организмов (полисахариды клеточной стенки бактерий, двунитевая РНК некоторых вирусов и т. п.).
У врождённого иммунитета есть клеточный (натуральные киллеры,  фагоциты, гранулоциты, часть лимфоцитов: некоторые минорные субпопуляции Т (γδТ) и В (B-1) лимфоцитов также относятся к врожденному иммунитету) и гуморальный (лизоцим, интерфероны, система комплемента, медиаторы воспаления) компоненты. Местная неспецифическая иммунная реакция  иначе называется воспалением.
У позвоночных основные функции врожденной иммунной системы состоят в следующем:
- рекрутирование клеток иммунной системы в область проникновения патогена путём продуцирования химических факторов, включая специфические химические медиаторы, цитокины;
- активация компонентов системы комплемента;
- обнаружение и удаление инородных тел из органов и тканей с помощью лейкоцитов;
- активация системы приобретённого иммунитета в процессе презентации антигена.